# Апиети
Апиети (груз. აფიეთი) — село в Грузии, на территории Адигенского муниципалитета края (мхаре) Самцхе-Джавахети.

## География
Село находится в южной части Грузии, к северу от реки Кваблиани, на расстоянии 6 километров (по прямой) к северо-западу от посёлка городского типа Адигени, административного центра муниципалитета. Абсолютная высота — 1551 метр над уровнем моря.

## Население
По результатам официальной переписи населения 2014 года, в Апиети проживало 59 человек (28 мужчин и 31 женщина). В национальной структуре населения грузины составляли 100 %.
| Год  | Население, человек |
| ---- | ------------------ |
| 2002 | 78                 |
| 2014 | ↘ 59               |